# كارلوس كاردوزو
كارلوس كاردوزو (29 ديسمبر 1944 بسيتوبال في البرتغال - ) هو مدرب كرة قدم ولاعب كرة قدم برتغالي في مركز الدفاع. شارك مع منتخب البرتغال لكرة القدم. أما مع النوادي، فقد لعب مع نادي فيتوريا سيتوبال.

## روابط خارجية
- كارلوس كاردوزو على موقع قاعدة بيانات كرة القدم.إي يو (الإنجليزية)
- كارلوس كاردوزو على موقع ناشيونال فوتبول تيمز (الإنجليزية)
- كارلوس كاردوزو على موقع عالم كرة القدم.نت (الإنجليزية)